# Психо 2
„Психо 2“ (на английски: Psycho II) е американски филм на ужасите от 1983 г. Продължение е на Психо от 1960 г. Премиерата му е на 3 юни 1983 г.

## Сюжет
Внимание:  Текстът по-долу разкрива сюжета на произведението (или части от него)!
Действието се развива 22 години след първия филм. Норман Бейтс е освободен от психиатричната клиника и се завръща в къщата си и мотел Бейтс, за да започне живота си наново. Скоро той разбира, че проблематичното му минало още го преследва.

## Актьорски състав
- Антъни Пъркинс – Норман Бейтс
- Вера Майлс – Лайла Лумис
- Робърт Лоджия – д-р Бил Реймънд
- Мег Тили – Мери Самюълс
- Денис Франц – Уорън Туми
- Хю Джилин – шериф Джон Хънт
- Робърт Алън Браун – Ралф Статлър